# Model IBIS
L'especificació d'informació del buffer d'entrada/sortida o models IBIS (amb acrònim anglès IBIS) és una especificació d'un mètode per als venedors de circuits integrats per proporcionar informació sobre els buffers d'entrada/sortida del seu producte als seus clients potencials sense revelar la propietat intel·lectual de la seva implementació i sense requerir claus de xifratge propietàries. A partir de la versió 5.0, l'especificació conté dos tipus diferents de models, "IBIS tradicional" i "IBIS-AMI". El model tradicional es genera en format text i consta d'una sèrie de taules que recullen les característiques de corrent en funció de la tensió (IV) i de tensió en funció del temps (Vt) del buffer, així com els valors de determinats components paràsits. És un format d'intercanvi de dades estàndard per intercanviar informació de modelatge entre proveïdors de dispositius semiconductors, proveïdors de programari de simulació i usuaris finals.
Els models IBIS tradicionals s'utilitzen generalment en comptes dels models SPICE per realitzar diverses simulacions d'integritat del senyal (SI) i anàlisis de temporització. Els models IBIS es podrien utilitzar per verificar els requisits d'integritat del senyal, especialment per als productes d'alta velocitat.
Els models IBIS-AMI s'executen en un simulador de canal SerDes de propòsit especial, no en un simulador semblant a SPICE, i consten de dos fitxers de text (*.ibs i *.ami) més un fitxer executable de codi màquina específic de la plataforma (*.dll). a Windows, *.així a Linux). IBIS-AMI admet simulacions de canal estadístiques i les anomenades de domini temporal i tres tipus de model IC ("només per impuls", "només GetWave" i "mode dual").